# Mano Negra (Eslovenia)
La Mano Negra (en esloveno: Črna roka) fue una organización terrorista activa en Eslovenia durante la Segunda Guerra Mundial. Llevó a cabo asesinatos de miembros del Frente de Liberación de la Nación Eslovena y de partisanos eslovenos. El principal objetivo de la organización era la eliminación del «comunismo y sus partidarios». A menudo se la considera asociada con la Iglesia católica y la Guardia Nacional Eslovena.

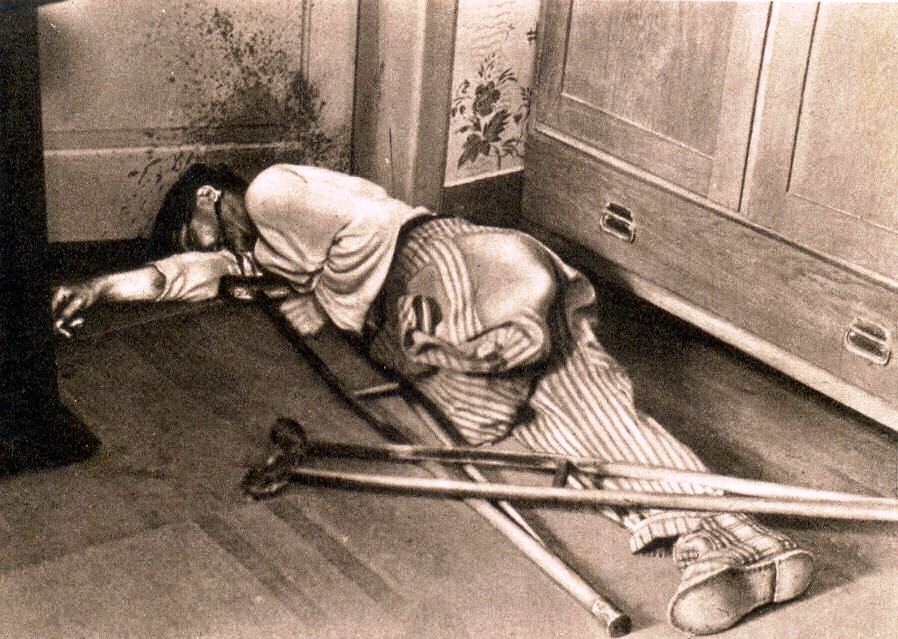
Una víctima discapacitada de la Mano Negra

## Antecedentes
El registro histórico sobre la Mano Negra es escaso. Las fuentes originadas en el período yugoslavo a menudo tienen un fuerte trasfondo ideológico condenatorio. La Mano Negra a veces se conoce como la «Gestapo eslovena» (y posiblemente colaboró con la Gestapo en algunos casos, aunque se desconoce hasta qué punto, si es que hubo alguno). Es posible que su nombre se haya derivado de una «tradición militar serbia».
Las actividades de la organización comenzaron en el otoño de 1943 con sus primeros actos llevados a cabo en Jesenice y la región de Bled. Sus actividades en Liubliana comenzaron en marzo de 1944 y luego se extendieron también a otras regiones. Algunas fuentes remontan el inicio de la Mano Negra a una reunión de febrero de 1944 de varios líderes antipartisanos y nazis que supuestamente tuvo lugar en Trieste.
La Mano Negra probablemente no estaba relacionada de ninguna manera con las fuerzas de ocupación alemanas, que a menudo estaban exasperadas por la naturaleza anárquica y sin supervisión de las actividades de la Mano Negra y supuestamente a menudo exigían informes de sus actividades o incluso arrestaban e interrogaban a sus agentes después de los asesinatos.
Los miembros eran a menudo hombres jóvenes de origen rural que probablemente se unieron al grupo debido a la influencia de las autoridades religiosas locales. Los miembros a menudo también estaban asociados con la Guardia Nacional Eslovena, los chetniks y los grupos clericales. La Mano Negra justificó sus acciones como defensa de la religión/fe.
Después de la guerra, muchos exmiembros de la Mano Negra eludieron el arresto y escaparon, aunque algunos fueron arrestados y condenados a muerte.

## Muertes
Los operativos de la Mano Negra generalmente llevaban a cabo asesinatos al irrumpir en las casas de las víctimas por la noche, a veces ejecutando a los objetivos frente a sus familias. A las víctimas a menudo las mataban en sus camas o las sacaban primero con el pretexto de que las llevaban a un interrogatorio. Los cadáveres eran a menudo mutilados hasta quedar irreconocibles y arrojados a los ríos Ljubljanica o Sava. Según algunos relatos, los asesinos utilizaban vehículos policiales durante sus actividades. Los asesinos a menudo vestían ropas negras o, a veces, uniformes partisanos y, a menudo, ocultaban sus rostros. Los asesinos solían dejar folletos con la impresión de una mano negra, o pintaban una mano negra en una pared, y dejaban mensajes que culpaban al supuesto apoyo de las víctimas al comunismo como la razón del asesinato y exaltaban los ideales de la nación y la fe. Algunos de los «lemas» habituales eran «¡Muerte al Frente de Liberación!» (en esloveno: «Smrt OF!») y «Te escapaste una vez, no lo harás la segunda. ¡Muerte al comunismo!» («Enkrat si ušel, drugič ne boš. Smrt komunizmu!»). Es posible que la organización hubiera tenido informantes de la policía y de la Guardia Nacional.
Las víctimas eran a menudo presuntos miembros o simpatizantes del Frente de Liberación (a veces personas eminentes) cuya conexión con el grupo no pudo demostrarse. La Mano Negra también llevaba a cabo torturas, intimidación, interrogatorios y asesinatos subrepticios de los prisioneros de la Guardia Nacional Eslovena, que formalmente tuvieron que ser entregados a las fuerzas de ocupación alemanas después de su aprehensión e interrogatorio. Los alemanes solían deportar a sus prisioneros de guerra a campos de concentración, mientras que la Guardia Nacional deseaba una retribución más severa e inmediata contra sus cautivos.

## Víctimas
- 70 víctimas[7]
- 129 víctimas, 13 víctimas de la Mano Negra durante la guerra[8]
- Cerca de 1.000 víctimas